# Вердуга Савала, Денис
Денис Вердуга Савала (исп. Denis Verduga Zavala; 14 марта 1953 — 9 декабря 2014) — эквадорский и мексиканский шахматист, международный мастер (1975).
В составе сборной Эквадора участник двух шахматных олимпиад (1974 и 1978).
Победитель международного турнира в Камагуэе (1987 г.).

## Изменения рейтинга
| Графики недоступны из-за технических проблем. См. информацию на Фабрикаторе и на mediawiki.org. |